# Maximilian Senfft von Pilsach (Landrat)
Maximilian (Max) Bernhard Karl Dorotheus Freiherr Senfft von Pilsach (* 21. Mai 1828 in Gotha; † 22. Oktober 1903 in Uchtspringe) war ein preußischer Verwaltungsbeamter.

## Leben
Maximilian Senfft von Pilsach studierte Rechtswissenschaften an der Georg-August-Universität Göttingen. 1849 wurde er Mitglied des Corps Brunsviga Göttingen. Nach dem Studium trat er in den preußischen Staatsdienst ein. Von 1856 bis 1857 absolvierte er das Regierungsreferendariat bei der Regierung in Stralsund. Er war Landrat in den  Landkreisen Strasburg i. Westpr. (1858–1861), Schildberg (1863), Wreschen (1863–1868), Weißenfels (1868) und in der Herrschaft Schmalkalden (1868–1880). Zuletzt lebte er in Neidschütz.

## Auszeichnungen
- Ernennung zum Geheimen Regierungsrat[2]